# Cierva de Caudete
La Cierva de Caudete es una escultura en piedra procedente del arte íbero del siglo V a. C.

## Origen
Se encontró dentro del término municipal de la villa de Caudete aunque actualmente se encuentra en el Museo Provincial de Albacete (inventario 4289). De esta misma población de Albacete también es la Dama de Caudete.

## Simbolismo
La Cierva de Caudete representa al animal que le da nombre semisentado sobre sus rodillas y su estado de conservación es bastante aceptable. Tiene la cabeza erguida y el conjunto está tratado mediante un volumen en forma de paralelepípedo. Los ojos son redondos y están marcados con una simple incisión. El cuello es liso y el cuerpo no posee detalles anatómicos.
Se cree que tuvo un uso funerario, al igual que otros muchos restos hallados en la misma zona como bases de columnas o diversas partes de animales.

## Características técnicas
Tallado en piedra caliza blanquecina. No se encontraron las patas traseras y el hocico, además las orejas están rotas.
Altura 77 cm; longitud 74 cm; grosor 25 cm.